# Вершина (Белгородская область)
Вершина — хутор в Прохоровском районе Белгородской области. Входит в состав Призначенского сельского поселения.

## История
История хутора Вершина начинается со времен столыпинской реформы и времен НЭПа. Хутор получил свое название, благодаря своему местоположению - находится он на возвышенной местности. До 1932 года населенный пункт был без названия, а после образования  Гусек-Погореловского сельского Совета ему было присвоено название - Вершина. Основное население - это переселенцы из  Корочанского уезда.
В годы коллективизации в Вершине был создан колхоз «Червонный хутор», имеющий свою конюшню и ветряную мельницу. По данным переписи, в 1932 году на хуторе проживало 356 человек.
В годы Великой отечественной войны жители хутора участвовали в строительстве  железной дороги Старой Оскол – Ржава.

## География
Находится в северной части Белгородской области, в лесостепной зоне, в пределах юго-западного склона Среднерусской возвышенности, при автодороге М2, на расстоянии примерно 7 километров (по прямой) к востоку-северо-востоку от Прохоровки, административного центра района. Абсолютная высота — 240 метров над уровнем моря.

### Климат
Климат характеризуется как умеренно континентальный, с относительно мягкой зимой и тёплым продолжительным летом. Среднегодовая температура воздуха — 5,4 °C. Средняя температура воздуха самого холодного месяца (января) — −9,2 °C; самого тёплого месяца (июля) — 16,4 — 24,3 °C. Безморозный период длится в среднем 155—160 дней. Годовое количество атмосферных осадков — 527—595 мм, из которых большая часть выпадает в тёплый период.

### Часовой пояс
Хутор Вершина как и вся Белгородская область, находится в часовой зоне МСК (московское время). Смещение применяемого времени относительно UTC составляет +3:00.

## Население
| 2002 | 2010 |
| ---- | ---- |
| 58   | ↘55  |

### Половой состав
По данным Всероссийской переписи населения 2010 года в гендерной структуре населения мужчины составляли 40 %, женщины — соответственно 60 %.

### Национальный состав
Согласно результатам переписи 2002 года, в национальной структуре населения русские составляли 84 %.